# HK G3
HK G3 (нем. Gewehr 3 — Винтовка 3) — немецкая автоматическая винтовка.

## История
В конце Второй мировой войны фирмой Mauser был сконструирован автомат StG45(M), основанный на новом способе замедления отката затвора, однако в связи с поражением Германии работа над новым оружием полностью не была завершена. Оружие не пошло в массовое производство, а уцелевшие прототипы достались победителям в качестве трофея.  Уже после Второй мировой войны группа немецких конструкторов, работавших в компании Mauser над автоматом StG45(M), перешла в мадридскую компанию CETME, где участвовала в создании автоматической винтовки, использующей автоматику на основе полусвободного затвора (схему Людвига Форгримлера).
После принятия в 1954 году на вооружение американского патрона 7,62×51 мм в качестве стандартного боеприпаса НАТО, ФРГ, как и другие страны-члены альянса, столкнулись с проблемой перевооружения. Так как Западная Германия хотела сама производить для себя оружие, им пришлось обратиться к другим имеющимся разработкам. В частности, их заинтересовала новейшая испанская автоматическая винтовка фирмы CETME, разработанная под руководством немецкого инженера Людвига Форгримлера. В 1957 году ФРГ приобрела лицензию на винтовку СЕТМЕ и по результатам проведённого тендера права на производство нового оружия получила новая фирма Heckler & Koch.
Немецкий вариант винтовки получил обозначение G3 и был принят на вооружение Бундесвером в 1959 году вместе с вариантом, имеющим телескопический приклад (G3A1). В 1995 году бундесвер перешёл на новый автомат — HK G36, однако производство G3 силами самой Heckler & Koch продолжалось до 2001 года.
Конструкция G3 нашла своё отражение в пистолете-пулемёте HK MP5, 5,56-мм автомате HK 33, единых пулемётах HK21 и HK 23, снайперских винтовках HK PSG1 и HK MSG90.
В 1976 году 11 стран НАТО подписали соглашение о проведении совместных испытаний и выборе второго стандартного патрона НАТО уменьшенного калибра для автоматических винтовок и ручных пулемётов. 28 октября 1980 года было принято решение о стандартизации странами НАТО бельгийского патрона 5,56х45 мм SS 109. В дальнейшем, в некоторых странах мира (в том числе, использовавших HK G3) началось перевооружение на автоматы под 5,56-мм патрон.

## Описание конструкции

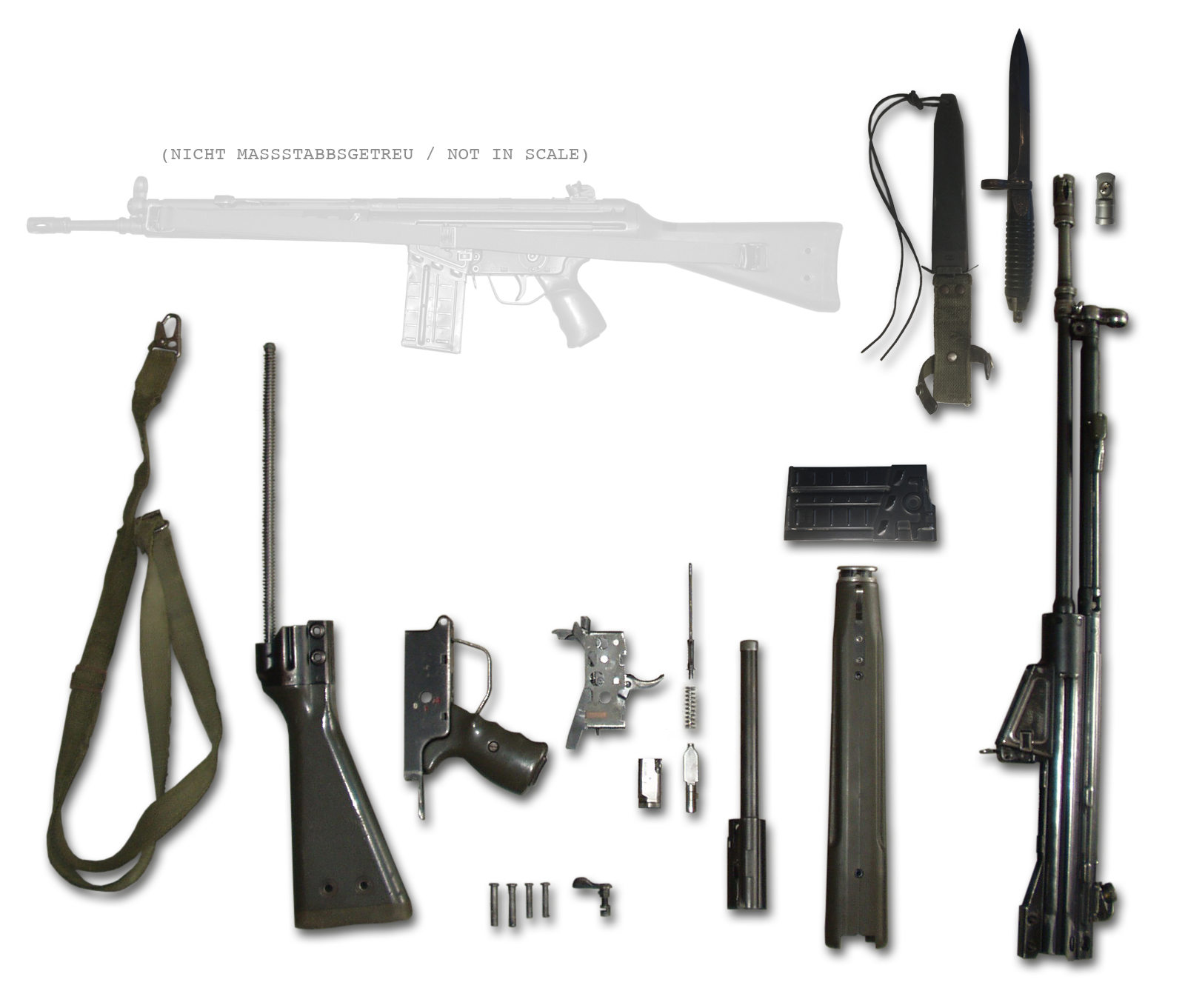
G3A3 в разобранном виде.

### Ударно-спусковой механизм
Ударно-спусковой механизм такой же, как и у FN FAL. Шептало имеет продолговатый вырез, в который входят выступы спускового крючка. Пружина стремится продвинуть шептало вперёд над спусковым крючком. В это время другая пружина удерживает боевой выступ шептала. Произвести выстрел нельзя, пока затворная рама не займёт крайнее переднее положение. Только после этого предохранительное шептало освобождает курок.
На ранних моделях корпус ударно-спускового механизма был штампован из стального листа, позже стал применяться пластиковый корпус, выполненный заедино с пистолетной рукояткой и спусковой скобой. Корпус крепится к ствольной коробке штифтом и при неполной разборке откидывается вниз-вперёд после отделения приклада с затыльником ствольной коробки. При необходимости корпус может быть легко отделён от оружия для ремонта или замены путём извлечения штифта, расположенного позади гнезда для магазина. Сам курковый, переводчик режимов огня служит и предохранителем, расположен на левой стороне корпуса. Штатно имеет 3 положения — "предохранитель" — "одиночные" — "очередь", однако имеются и варианты с дополнительным режимом огня с отсечкой очереди по 3 патрона.
При ведении одиночного огня курок удерживается спусковым шепталом. При нажатии на спусковой крючок шептало поворачивается вниз и выходит из зацепления с курком. Когда курок для производства выстрела поворачивается вперёд, шептало также перемещается вперёд, а его хвостовик соскакивает вниз с неподвижной опоры. Спусковой крючок остаётся нажатым и разобщённым со спусковым шепталом. Курок поворачивается назад под действием затворной рамы и входит в зацепление с боевым выступом шептала. Пружина курка преодолевает сопротивление пружины шептала и толкает шептало назад. Курок удерживается шепталом автоспуска до тех пор, пока затвор не вернётся в переднее положение. Так как спусковой крючок уже нажат, очередной выстрел не последует. После того, как спусковой крючок будет отпущен, хвостовик шептала поднимается вверх, под действием пружины отходит назад и устанавливается на неподвижной опоре. Для очередного выстрела нужно нажать на спусковой крючок.
Когда переводчик режима огня установлен в положении «непрерывный огонь», хвостовик шептала не входит в зацепление с курком, и курок удерживается только шепталом автоспуска. Как только затворная рама занимает крайнее переднее положение, шептало автоспуска освобождает курок. Когда переводчик режима огня стоит в положении «предохранитель», движение шептала вверх невозможно, и, таким образом, боевой выступ не сможет выйти из зацепления с курком.

### Механизм автоматики
Когда патрон находится в патроннике, боевая личинка затвора упирается в шляпку гильзы, а ролики разведены в стороны и удерживаются в пазах ствольной коробки при помощи запирающей детали. При этом курок взведен и удерживается спусковым шепталом. При нажатии на спусковой крючок шептало опускается и выходит из выреза на курке, курок стремительно движется вперед и бьет по ударнику, который, в свою очередь, проходит через отверстие запирающей детали и разбивает капсюль патрона. Давление пороховых газов в патроннике толкает гильзу назад и оказывает воздействие на зеркало затвора. Прежде, чем боевая личинка сможет отойти назад, ролики должны выйти из пазов на ствольной коробке и вернуться в исходное положение. Стремясь сойтись, ролики заставляют запирающую деталь отойти вместе с рамой назад. Угол наклонной поверхности запирающей детали таков, что отношение скорости движения рамы и скорости движения боевой личинки составляет 4:1. Таким образом, пока ролики возвращаются в исходное положение, рама проходит расстояние в 4 раза большее, чем зеркало затвора, беря на себя большую часть энергии отдачи.
Во время движения рамы назад зажимной рычаг освобождает боевую личинку. Когда зеркало затвора отходит назад на расстояние чуть большее 1 мм, ролики полностью выходят из пазов ствольной коробки. После этого весь затвор отбрасывается назад силой остаточного давления, при этом боевая личинка и затворная рама сохраняют смещение в 5 мм относительно друг друга. Затворная рама взводит курок и сжимает возвратную пружину. Гильза, удерживаемая выбрасывателем, ударяется краем шляпки об отражатель и выбрасывается в правую сторону через окно ствольной коробки. Затворная рама своей торцевой частью достигает амортизатора, а затем под действием возвратной пружины возвращается вперед. Боевая личинка извлекает из магазина патрон и досылает его в патронник.
Выбрасыватель зацепляет патрон за кольцевую выточку гильзы и боевая личинка останавливается. Смещение в 5 мм между запирающей деталью и затворной рамой  на исправной винтовке сокращается до рекомендуемого т.н. "зеркального" зазора, находящегося в диапазоне 0,25-0,5 мм, при этом ролики входят в пазы ствольной коробки. Зажимной рычаг фиксирует боевую личинку. Оружие готово к очередному выстрелу. В случае, если износ роликов и запирающей детали приводит к снижению зеркального зазора ниже рекомендуемого, оружие требует замены запирающих роликов и/или запирающей детали, во избежание возникновения случаев разрывов гильзы и повреждения оружия. Номинальный диаметр запирающих роликов 8 мм. Размеры ремонтных роликов 8,02 и 8,04 мм соответственно. При замене запирающей детали может возникнуть необходимость в установке роликов пониженного диаметра. Такие тоже существуют, имеют диаметры 7,96 и 7,98 мм соответственно. Ролики меняются только попарно, на одинаковый диаметр, смешивать разные диаметры запрещено. Для сохранения рекомендуемого зеркального зазора винтовка может потребовать замены запирающих роликов после 2-3 тысяч выстрелов. Однако, она может продолжать работать и с нарушенным зеркальным зазором, но надежность и безопасность работы в таком случае не гарантируется. 

### Ствол
На дульной части ствола нанесена винтовая резьба и установлена втулка для закрепления стопорной пружины пламегасителя или приспособления для стрельбы холостыми патронами. Ствол имеет нарезы обычной конфигурации. Для более плавной и надежной экстракции стреляной гильзы патронник выполнен с 12-ю продольными канавками на стенках. Затвор имеет Г-образную форму. В его полом удлиненном конце размещается возвратная пружина. Боевая личинка вместе с рамой установлены на оси канала ствола. Длинные несущие поверхности по обеим сторонам рамы скользят вдоль пазов ствольной коробки. Два ролика, установленные по обеим сторонам боевой личинки, удерживаются наклонной передней поверхностью стебля затвора, играющей роль так называемой «запирающей детали». Ролики входят в пазы ствольной коробки. Чтобы избежать «подскока» при доставки патрона в патронник, боевая личинка вместе с запирающей деталью фиксируются на раме с помощью зажимного рычага.
Ствол винтовки является холоднокованым, "свободно вывешенным", с хромированным каналом и патронником. Пенал зарядного рычага, который многими ошибочно воспринимается, как газоотводная трубка, не касается основания мушки и крепится консольно за ствольную коробку. Цевьё крепится за ствольную коробку в задней части и за специальные "уши", находящиеся в передней части пенала зарядного рычага. Таким образом, ствол имеет возможность свободно колебаться во время выстрела, что положительно сказывается на кучности стрельбы. Срок службы ствола, при нормальной эксплуатации, как правило, составляет от 7.5 до 10 тысяч выстрелов.

### Прицельные приспособления
Прицельные приспособления на первых вариантах G3 и G3А1 представляли собой мушку в кольцевом намушнике и перекидной открытый целик, на более поздних модификациях (G3А2, G3А3, G3А4) целик стал диоптрическим, включавший мушку с кольцевым ограждением и установленный у заднего края ствольной коробки прицел. Последний представляет собой наклонный пустотелый поворотный барабанчик с треугольной прорезью для стрельбы на дальности до 100 м и тремя диоптрическими отверстиями на дальности 200, 300 и 400 м. Длина прицельной линии — 556 мм. Также может использоваться оптический или ночной прицел с кронштейном, который устанавливается на двух стойках на ствольной коробке. Прицел служит для стрельбы на дальности до 600 м.
Приспособление для стрельбы холостыми патронами может навинчиваться на дульный срез ствола вместо пламегасителя. Оно имеет пружинный кольцевой замок для надежной установки. Приспособление состоит из открытого цилиндра с поперечным болтом, полностью закрывающим отверстие. На поверхности болта имеется вырез. Его поворотом можно регулировать количество истекающих пороховых газов для обеспечения работы автоматики. Матовое хромированное покрытие этого приспособления помогает отличить его от пламегасителя.

## Варианты

### Базовые
- G3 — базовая модель с фиксированным прикладом.
- G3A1 — вариант G3 с выдвижным телескопическим прикладом.
- G3A2 — модель с фиксированным пластиковым прикладом и диоптрическим прицелом.
- G3A3 — модель с фиксированным прикладом, диоптрическим прицелом и двумя вариантами цевья (цельное и перфорированное).
- G3A3 ZF (нем. Zielfernrohr — прицел) — вариант с оптическим прицелом.
- G3A4 — модель с телескопическим прикладом и диоптрическим прицелом.
- G3KA4 — вариант G3A4 с укороченным до 315 мм стволом.

### Лицензионные
- G3P3 — наименование G3A3 для Пакистана.
  - G3S — вариант G3P3 с коротким стволом.
- G3P4 — наименование G3A4 для Пакистана.
- G3M-Tactical — пакистанский вариант G3 с полимерной формой и коротким стволом.
- G3A5 — наименование G3A3 для Дании. Отличается тем, что он имеет бесшумное устройство для запирания затвора. В армии Дании известен как Gv M/66. Gv M/66 первоначально предназначался вместе с оптическим прицелом для снайперов, в то время, как у большинства отрядов имели M1 Garand.
- G3A6 — наименование G3A3 для Ирана. Отличается тем, что он имеет более тёмно-зелёное цевьё.
- G3A7 — наименование G3A3 для Турции.
- G3A7A1 — наименование G3A4 для Турции.
- DIO G3-A3 Bullpup — иранский вариант G3 в системе булл-пап.
- LDT HSG41 — самозарядная версия G3, которая по лицензии выпускается компанией «Luxemburg Defense Technologie» в Люксембурге[6]

### Специализированные
- G3TGS — вариант G3 с подствольном гранатомётом HK79. TGS означает Tragbares Granat System (переносимая гранатная система).
- HK 41 и HK 91 — самозарядные варианты G3 для гражданского рынка.
- Springfield SAR-3 — самозарядный вариант G3 производства Греции, производившийся по заказу компании «Springfield Armory Inc.» для продажи на внутреннем рынке США в качестве гражданского оружия. После запрета на импорт самозарядного оружия армейского образца начался выпуск модели SAR-8 (с изменённым прикладом и магазином на 10 патронов).
- Sabre Defence XR-41 — самозарядная винтовка американско-британской фирмы «Sabre Defence Industries, Inc.». Собирается из деталей G3 и деталей собственного производства для продажи в качестве гражданского оружия (установлены новый ударно-спусковой механизм, новый ствол из легированной стали длиной 500 мм и планка Пикатинни на ствольной коробке, ёмкость магазина уменьшена до 2 патронов - для соответствия требованиям оружейного законодательства Великобритании)[7].
- G3SG/1 —  снайперский вариант для гражданского и полицейского сектора, в некоторых моделях имеет: приклад с регулируемой щекой, складывающиеся сошки и спусковой механизм с возможностью регулировки тягового усилия.[8]
- HK11 и HK21 — пулемёты на основе G3.

## Страны-эксплуатанты

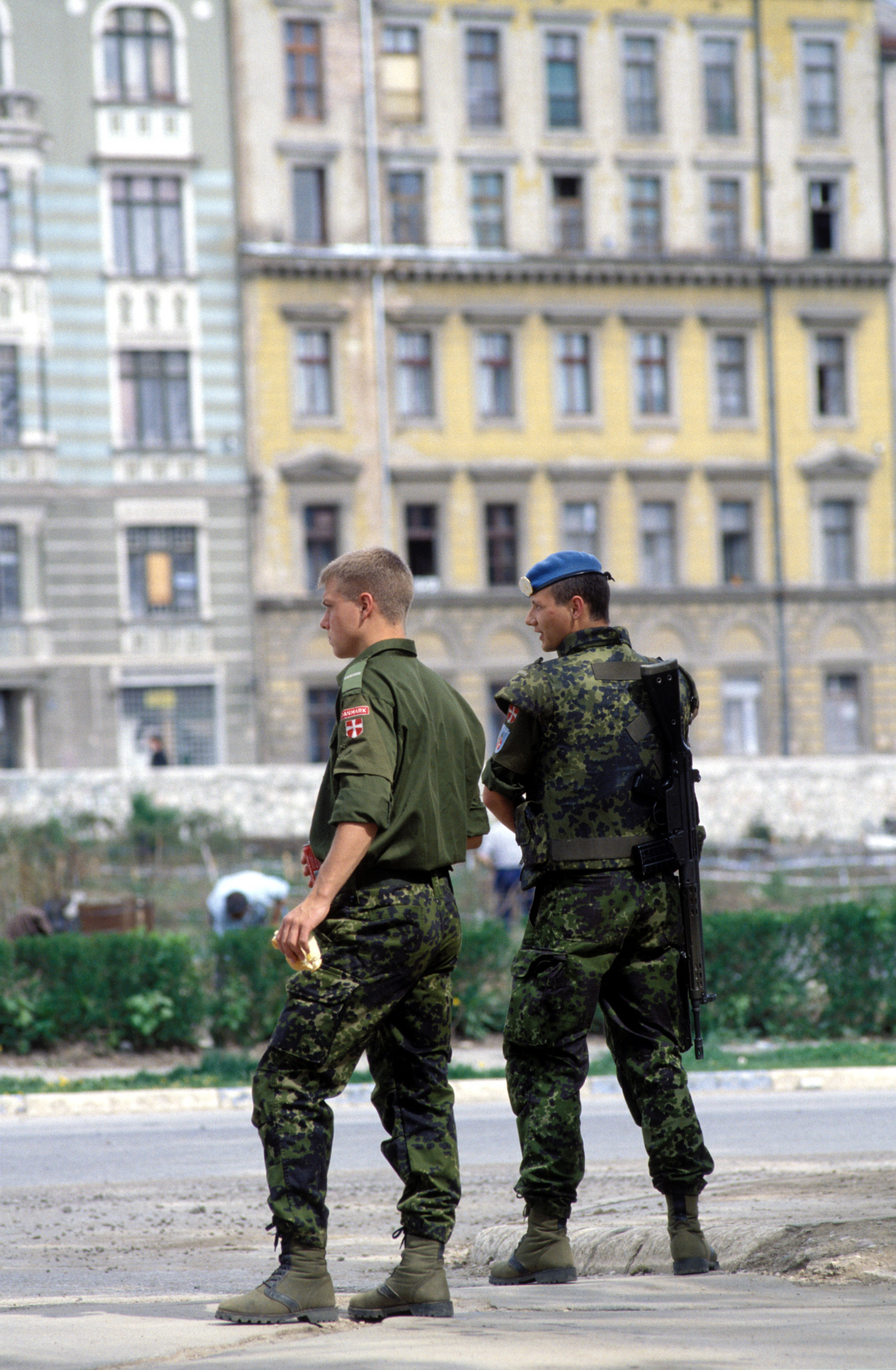
Датские солдаты с G3A5

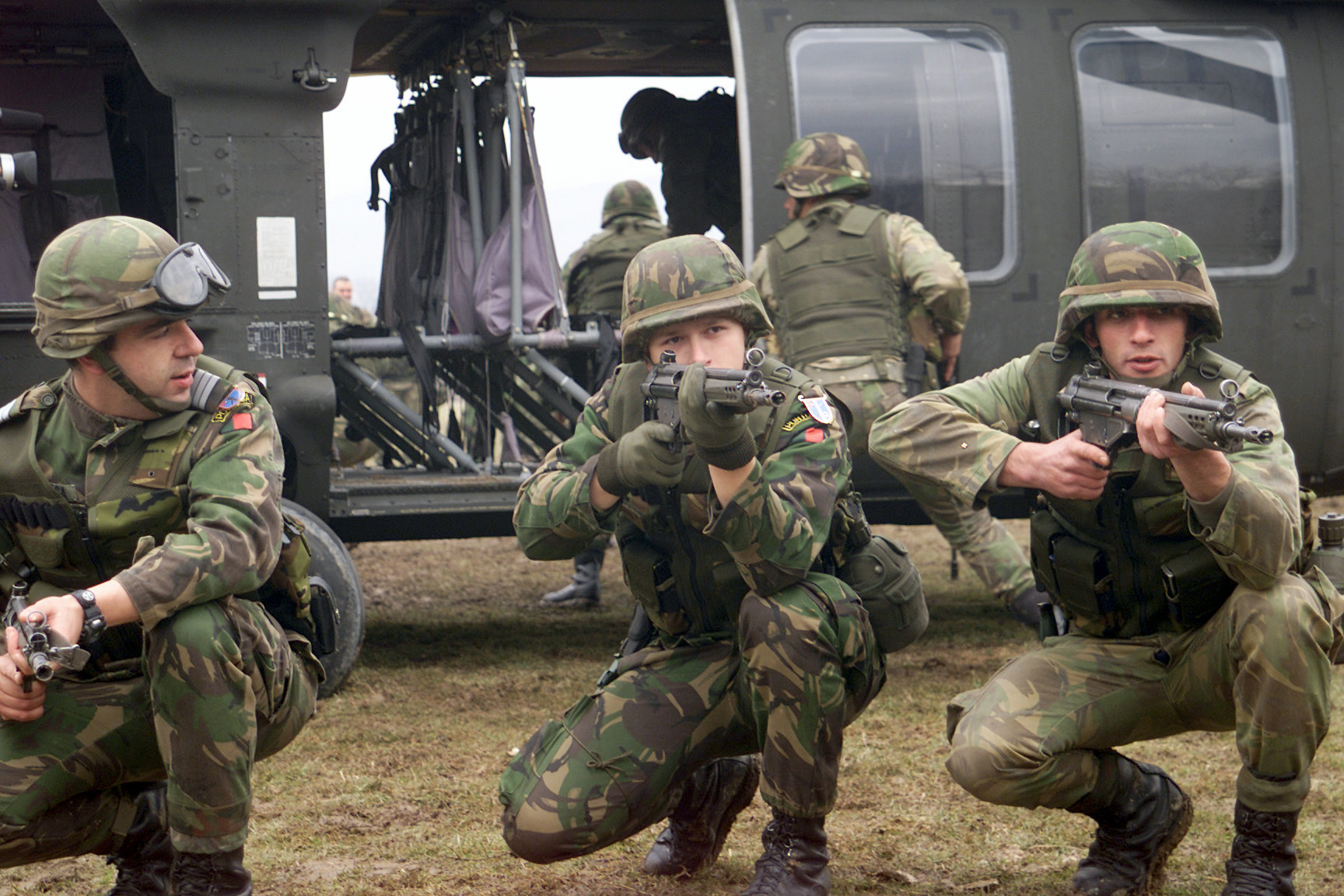
Солдаты португальской армии с G3 производства INDEP

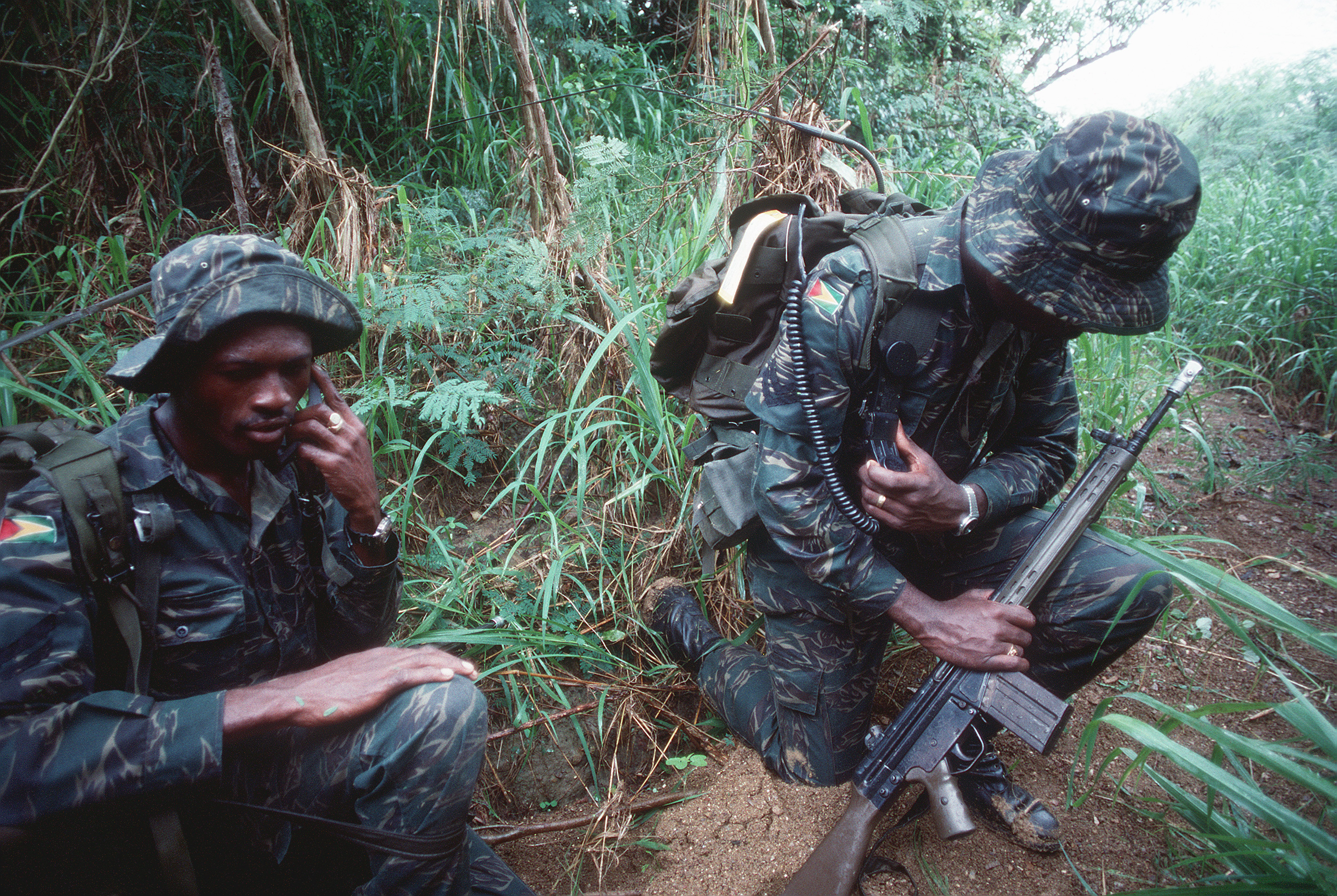
Гайанские солдаты с G3A3

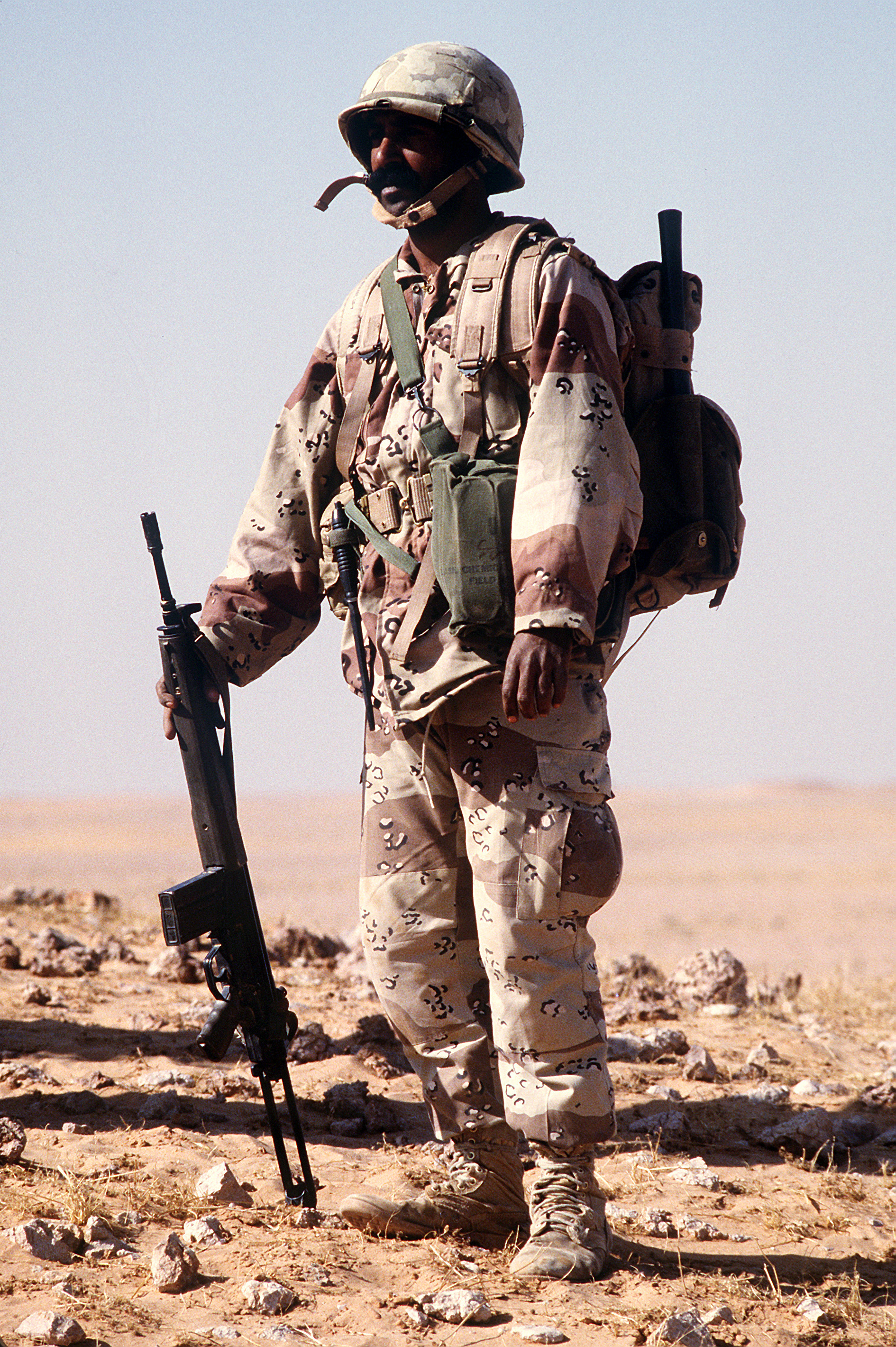
Саудовский пехотинец с G3A4

По состоянию на 2004 год винтовка G3 и её модификации состояли на вооружении в более 50 странах мира.
- Австрия: около 40 тысяч единиц с 1965 по 2000 год.
- Ангола
- Аргентина
- Бахрейн
- Бангладеш: производилась по лицензии на Bangladesh Ordnance Factory[9], также на вооружение были приняты G3A3 пакистанского производства, однако они использовались вместе со стрелковым оружием других систем; в 2000е годы началась стандартизация вооружения и к 2022 году основным типом автоматического стрелкового оружия стали автоматы "тип 56" и "тип 81" под патрон 7,62х39 мм[10]
- Бутан
- Боливия
- Босния и Герцеговина
- Бразилия: некоторое количество G3A3 и G3SG1 используется армейскими спецподразделениями[11]
- Буркина-Фасо
- Бурунди
- Великобритания
- Габон
- Гаити
- Гайана
- Германия: приняты на вооружение бундесвера в 1959 году, в 1997 году началось перевооружение войск на HK G36. Несмотря на сокращение складских запасов (в том числе, за счёт продаж и поставок по программам военной помощи), автоматы G3 хранились на складах мобилизационного резерва[12][13]
- Греция: после подписания в 1977 году договора с ФРГ о производстве HK G3 - принята на вооружение армии Греции, после завершения строительства завода c 1978 года[14] производится по лицензии "Ellinika Amyntika Systimata"[15]. Перевооружение армии на HK G3 началось в начале 1980-х годов; в 2021 году на вооружении спецподразделений имелось некоторое количество 5,56-мм автоматов М4, но основным типом стрелкового оружия в войсках оставались HK G3[16]
- Грузия: 1500 шт. G3A3 получено из Турции[17]
- Дания: G3A5 под наименованием Gevær Model 1966 (Gv M/66). Другой вариант, названный Gevær Model 1975 (Gv M/75) был арендован у ФРГ. Почти все G3 датской армии были заменены в конце 1990-х годов винтовками Diemaco C7.
- Джибути
- Доминиканская Республика
- Заир
- Замбия
- Зимбабве
- Индонезия: используется в ВВС и спецназе с 1960-х годов. В настоящее время используется резервистами и проходящими обучение в тренировочных лагерях.
- Иордания
- Иран: после реконструкции оружейного завода в Тегеране в 1968-1970 гг., началось производство по лицензии[18] Defense Industries Organization в двух вариантах — G3-A4 и G3-A3 (версия с компоновкой буллпап)[19]
- Исландия: полученные из Норвегии AG-3 используются береговой охраной и отрядом быстрого реагирования[20].
- Италия
- Йемен
- Камбоджа: использовалась республикой кхмеров во время гражданской войны, а также королевской армией Камбоджи.
- Катар
- Кипр
- Кения
- Колумбия: заменена автоматом IMI Galil в 1993 году.
- Кот-д’Ивуар
- Кувейт
- Латвия используется шведский вариант Ak 4
- Ливан: в ограниченных количествах используется в ливанской армии и жандармерии.
- Ливия
- Литва
- Малави
- Малайзия: G3SG/1 использовалась спецподразделениями с 1970-х, а в 1990 году была заменена винтовками MSG-90 и PSG-1.
- Мавритания
- Марокко
- Мексика: G3A3 была принята на вооружение и производилась по лицензии на DIM (Departamento de la Industriá Militar) и DGFD (Dirección General de Fábricas de la Defensa). Использовалась армией и полицией. В 2007 году на вооружение была принята 5,56-мм автоматическая винтовка FX-05 Xiuhcoatl и началось постепенное перевооружение войск, но и в 2014 году HK G3 оставались в армейских подразделениях[21]
- Мьянма: под названиями BA-63 (G3A3), BA-72 (G3K) и BA-100 (G3A3ZF) производилась на государственных фабриках Ka Pa Sa.
- Нигер
- Нигерия: производилась по лицензии на Defense Industries Corporation[22].
- Нидерланды
- Норвегия: модификация G3A5 в 1967-1974 гг. производилась по лицензии Kongsberg Våpenfabrikk под наименованием AG-3[23]. Осенью 2020 года началась их замена на HK 416.
- ОАЭ
- Пакистан: G3A3 и G3A4 производятся[4] на Pakistan Ordnance Factories.[24]
- Парагвай - в 1980е годы основным типом стрелкового оружия стала винтовка FN FAL-50-00, но позднее было закуплено свыше 6500 шт. G3A3 и G3A4 (которые оставались на вооружении армейских подразделений и в 2012 году). В 2011 году было принято решение о постепенном перевооружении войск более современными автоматами[25]; постепенно заменяется на M16.
- Перу
- Португалия: в начале 1960-х для войск была закуплена партия G3, по результатам испытаний которых в 1962 году у ФРГ была куплена лицензия и «Fábrica Militar de Braço de Prata» освоила их производство под названием m/961 (G3) и m/963 (G3A3). 27 февраля 2019 года было объявлено о намерении постепенно заменить используемые в войсках автоматы G3 на автоматическую винтовку FN SCAR (первыми должны быть перевооружены спецподразделения и воздушно-десантные части, но морская пехота продолжит использовать G3)[26].
- Родезия: использовалась во время второй Чимуренги.
- Сальвадор - в начале 1969 года G3 поступили на вооружении частей Национальной гвардии, затем они начали поступать на вооружение армейских подразделений, в 1980 году партия G3A4 была получена в виде военной помощи из США для парашютно-десантного батальона, но с 1980-1981 гг. началось перевооружение войск на 5,56-мм автоматы М-16А1 (и автоматы G3 начали передавать на вооружение вспомогательных военизированных формирований и на складское хранение). В начале 2000 года было принято решение о распродаже складских запасов G3[27]
- Саудовская Аравия: производится по лицензии[4] на Al-Kharj Arsenal и используется всеми видами войск.
- Сенегал
- Сьерра-Леоне
- Сомали
- Судан: производилась по лицензии на Military Industry Corporation под названием Dinar.[28]
- Танзания
- Таиланд
- Того
- Турция: производилась по лицензии на заводе "Силяхсан" корпорации MKEK в городе Кырыккале[29] под названием G3A7[30].
- Украина: 27 февраля 2022 года министерство обороны Португалии объявило об отправке в качестве военной помощи на Украину партии винтовок G3[31] (по официальным данным отчёта правительства Португалии в ООН, всего в 2022 году в составе военной помощи Украине было поставлено 1000 шт.)[32]; весной 2025 года ещё 3769 шт. было поставлено из ФРГ[33]
- Филиппины
- Франция: производилась по лицензии[4] на GIAT Industries для экспорта.
- Чад
- Чили: в ограниченных количествах используются артиллеристами, резервистами и проходящими подготовку в тренировочных лагерях.
- Швеция: производилась по лицензии на Förenade Fabriksverken (FFV) под названием Ak 4[швед.] (Automatkarbin 4).[34]
- Шри-Ланка: в начале 1980-х закуплены несколько тысяч пакистанских G3A3, в настоящее время они заменяются китайскими Type 56.
- Эквадор
- Эстония: используется шведский вариант Ak 4
- Эфиопия
- ЮАР: были приняты на вооружение под наименованием R2, использовались во время Войны за независимость Намибии, в 1980е годы началась их замена в войсках на автоматы Vektor R4.